# Sebastiano Visconti Prasca
Sebastiano Visconti Prasca, italijanski general, * 1883, † 1961.